# 伊藤長右衛門
伊藤 長右衛門（いとう ちょうえもん、1875年〈明治8年〉9月13日 - 1939年〈昭和14年〉8月30日）は、日本の土木技術者。「港湾工学の父」と呼ばれる広井勇の小樽港建設における後継者であり、小樽港をはじめとする北海道の港湾建設に生涯を捧げた。「小樽港の生みの親」といわれる広井と共に「小樽港の育ての親」ともいわれる。出生名は伊藤 長市（いとう ちょういち）。福井県大野郡富田村（後の大野市）出身。

## 経歴

### 学生時代
江戸時代は庄屋、明治時代には戸長や村長として地域のために尽くした伊藤家の長男として誕生。少年時代は勉強に励み、学業では地元で右に出る者なしとまでいわれた。
一家の長男が家を継ぐのが当然の時代ではあったが、近代化の進む当時の日本にあって、父は旧来の慣習には囚われず、長男である伊藤に、自分の好きな道へ進むよう告げていた。特に農林水産や土木建築が盛んだったため、伊藤は橋や港など建築の仕事を目指した。
1899年（明治32年）、東京帝国大学（後の東京大学）の工学部に合格。ここで伊藤は、生涯にわたって師と仰ぐ広井勇と出逢った。広井は帝国大学の教授を務める傍ら、小樽港の防波堤の建築工事を手掛けていた。より良い国造りを目指す広井に伊藤は強く共感し、彼の講義を熱心に受け、また時間があるごとに広井と土木工学について語り合った。

### 小樽での港湾建設

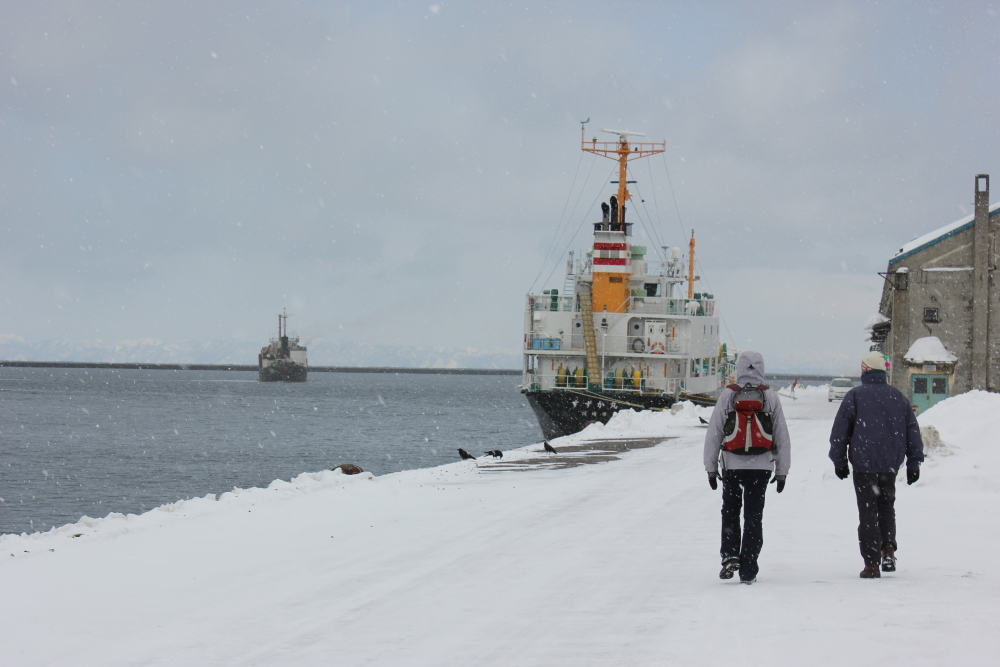
小樽港

1902年（明治35年）に東京帝国大学を卒業。広井の推薦により、旧北海道庁の技師として小樽築港事務所に勤務した。折しも小樽では1897年（明治30年）より小樽港の工事が開始されており、日本では前例のない近代防波堤が建築されている最中であった。北海道では本州や諸外国との連絡口といえば函館港と小樽港のみであり、港湾建設は最も急がれる事業の一つだったのである。特に小樽港は天然の良港といわれながらも、日本海に面しており、荒波によって家屋や人命が被害に遭っていたため、頑丈な防波堤の建築が急務となっていた。尊敬する広井の期待に応えるためにも、伊藤は北海道でのこの仕事に生涯を懸ける決意をした。
1908年（明治41年）、11年間にわたる工事の末に、第一期工事として小樽に北防波堤が完成。日本海の荒波の恐怖は消えつつあったが、これだけでは湾の半分を覆っていたに過ぎず、第二期工事は必至であった。翌1909年（明治42年）、広井が退任。伊藤は広井の跡を継ぎ、第二期工事として南防波堤の工事に着手した。
1910年（明治43年）、汽車での資材運搬のために小樽港付近に駅が誕生。小樽港が広井や作業員たち全員の努力の結晶であることを後世まで伝えるため、伊藤は「港を築く」の意味で「小樽築港駅」と名付けた。
港湾工事における伊藤の最大の功績に、北海道ではまだ使用されていなかったケーソン（大型のコンクリート製の箱）の導入が挙げられる。当時、ケーソンは海上の浮きドックの上で作ることが一般的であったが、設備費がかさむ上、小樽港の面していた日本海は波が荒いために不向きであった。そこで伊藤は、ケーソンを海ではなく地上で作り、それを海へ運ぶことを発案したのである。そんな方法は無理と誰もが否定したが、伊藤は船が地上で作られてから斜面によって海へ運ばれることをヒントに、地上で作ったケーソンを傾斜によって海に運び、そこから防波堤まで運ぶ方法を編み出した。これが伊藤の考案した「ケーソン進水方式」である。これは世界的に見ても画期的な方法として、世界中から注目された。大幅な経費削減と工期短縮に繋がる上、危険度も少なく、且つ作業も簡単なため、この方法は日本国内外に広まり、世界中の湾岸工事で採用された。
1921年（大正10年）、13年間にわたる工事の末に南防波堤が完成。全国初の大規模な近代的防波堤を備え、小樽港は国際貿易港として万全な体制でスタートを切ることができた。その後も伊藤は小樽港建設の経験をいかし、北海道各地の港湾建設に、残りの人生のほとんどを捧げた。留萌港、室蘭港、釧路港など、北海道内の主要な港湾、漁港、樺太の港などは、ほとんどが伊藤の設計や施行によるものである。特に留萌港は、世界的にも類を見ないほど波の強い場所であったため、すべてのケーソンを小樽で作り、それを留萌へ廻航するという、世界的に見ても例のない方法の指揮をとり、港湾工事上の問題点を解決した。
私生活では、1909年（明治42年）に結婚。四男四女に恵まれた。1918年（大正7年）、父である先代の伊藤長右衛門が死去。「長右衛門」の名は生家の長男が代々襲名した家名であり、家風の旧慣に従って家名の「長右衛門」を襲名した。

### 晩年
1936年（昭和11年）に北海道庁を退職。東京都に移住した。その後も港湾事務の嘱託職員として道庁に務めており、1939年（昭和14年）8月11日に技師たちとともに北海道へ出発。朝に上野駅を発ち、3時間ほど座ることができず、夜は青函連絡船でわずかに眠り、翌朝に函館に着き、北海道内各地を回り、19日夜の汽車で札幌へ引き返すという強行軍であった。各地を回った後に23日に札幌へ引き返したものの、26日に北海道大学病院から危篤との報せがあった。関係者が駆けつけた際は、すでに昏睡状態で会話もできなかったという。8月30日、死去。
死因は流行性脳炎と判明した。折しも東京で脳炎が流行する時期であり、伊藤も東京で感染したと推察されたが、後述するような性格から体に異常があっても口外せずに仕事を強行し、その疲労が死期を早めたものともみられている。
晩年の逸話として、死去前年の1935年（昭和10年）夏、当時建設中だった小樽の副防波堤の題字を求められた際に「いや、俺の字なんかいらないよ、それより、俺が死んだら骨を灯台のケーソン中のコンクリートの中に叩きこんでくれ」と語ったといい、結果的にこれが唯一の遺言となった。その遺志に従い伊藤の遺骨は、生前好きだった碁石や謡曲などとともに防波堤の灯台のもとに埋め込まれ、平成期の現在もなお小樽港を見守り続けている。

## 受賞歴
- 1808年（明治31年）叙正八位[11]
- 1904年（明治37年）叙従七位[11]
- 1906年（明治39年）勲六等単光旭日章[11]
- 1913年（大正2年）叙従六位[11]
- 1914年（大正3年）叙勲五等授瑞宝章[11]
- 1916年（大正5年）叙従六位[11]
- 1921年（大正10年）叙従五位、叙勲四等授瑞宝章[11]
- 1926年（大正15年）叙正五位[11]
- 1928年（昭和3年）叙勲三等授瑞宝章[11]
- 1936年（昭和11年）叙勲二等授瑞宝章[11]

## 人物
謹厳な性格の広井勇とは対照的に、伊藤の性格は剛直で負けず嫌いであった。仕事に対しては、広井に引けをとらないほどの厳しさで部下たちを指導し、叱り飛ばした。普段の性格は寡黙で温厚であったが、怒鳴ったときには誰もが震え上がり「雷おやじ」と仇名された。
作業員たちが難工事に挑む中、伊藤は広井の「現場は自分の目で確かめよ」の格言を守り、防波堤の土台部分を確かめるため、自ら海中に潜っての確認作業を怠らなかった。この姿勢により、現場の作業員たちはいつも活気に満ちていた。現場から事務所に戻った後も、設計図の検討や計画の練り直しを、連日のように徹夜で行なっていた。事務所の灯りが翌朝まで消えないのは日常茶飯事であり、街の人々の間では「伊藤さんはいつ寝るんだろう」と噂に昇っていた。
一方では作業中、部下たちの疲労がたまっていると見るや、絶妙なタイミングで仕事を切り上げた。その後は部下たちと共に、朝まで酒を酌み交わしたり、気分転換に囲碁を楽しむなども忘れなかった。皆を自宅に招いて牛鍋をふるまうことも頻繁にあり、このときは上下の分け隔てなく部下たちに接して親睦を深めた。当時の防波堤建築の仕事はともすれば死と隣り合わせでありながら、誰1人不満を漏らさず仕事を続けられたのは、こうした伊藤の思いやりが一つの要因と見られている。

### 広井勇との関係
広井勇と伊藤は師弟関係であると同時に、親子同然の情愛で結ばれていた。広井が築港事務所を退任する際、伊藤を信頼して「後を頼んだ」という広井に対し、伊藤はこれまでの礼を述べようとしたものの、涙のあまり声にならず、ほかの所員たちのもらい泣きを誘った。伊藤が所員一同代表として送別の辞を述べた際には、「所長……」と言ったきり、後は涙を流すだけであった。こうした人情家の一面を覗かせることで、前述のような「雷おやじ」でありながらも、部下たちに慕われ、親しまれた。
広井の没後、1929年（昭和4年）に広井の銅像が建立されると、当時すでに小樽築港事務所を退任していた伊藤は、小樽を訪れると真っ先に広井の銅像に対面した。それを知っていた事務所の技師たちは、伊藤の来訪の報せを聞くたびに銅像のもとへ人を派遣し、周囲を掃除し、鳥の糞を洗い落とさせていた。伊藤はあるときに「先生の胸像の頂辺に何か光るダイヤモンドの如きものでも入れたら鳥も近づくまい」と冗談を言っていたことすらあり、このことからも広井を強く慕っていたことが窺われている。

## 評価
『セメント新聞』の創刊60周年を記念して出版された『日本のコンクリート技術を支えた100人』では、伊藤が以下のように評価されている。
広井勇・伊藤長右衛門両先生胸像帰還実行委員会の事務局長を務め、小樽の市民運動の論客の1人でもある石井伸和は、伊藤が港湾建設の技術を小樽以外にも広めたことを高く評価している。